# Slät ragg-gömming
Slät ragg-gömming (Ruzenia spermoides) är en svampart som först beskrevs av Franz Georg Hoffmann, och fick sitt nu gällande namn av O. Hilber ex A.N. Mill. & Huhndorf 2004. Enligt Catalogue of Life ingår Slät ragg-gömming i släktet Ruzenia,  och familjen Lasiosphaeriaceae, men enligt Dyntaxa är tillhörigheten istället släktet Ruzenia,  och familjen Helminthosphaeriaceae. Arten är reproducerande i Sverige. Inga underarter finns listade i Catalogue of Life.